# إصلاح كنيسة بطرس الأول

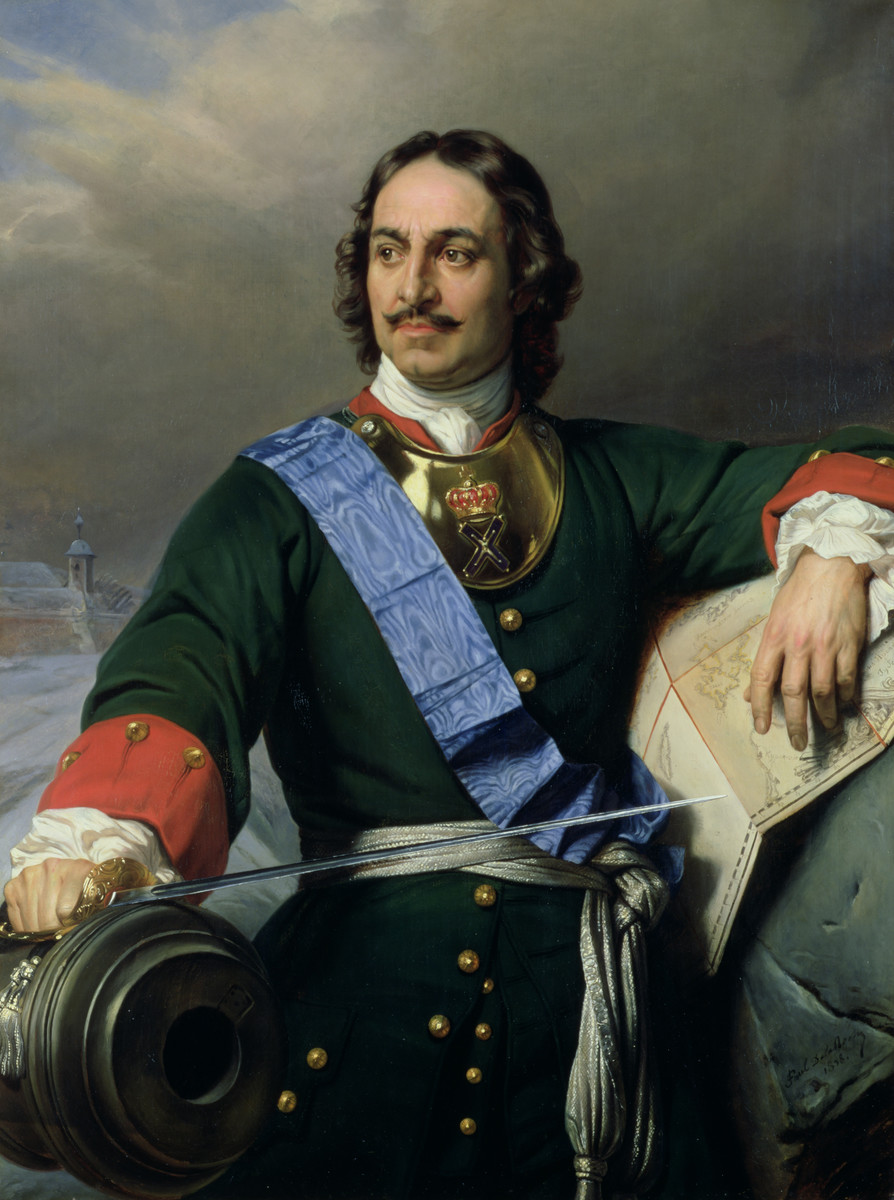
بطرس الأول، الامبراطور المتسلط كل روسيا (صورة بول ديلاروش، 1838).

إصلاح كنيسة بطرس الأول كان مدة ادخل فيها البابوية القيصرية في تاريخ الكنيسة الأرثوذكسية الروسية، عندما أصبح جهاز الكنيسة جهاز دولة.

## الخلفية التاريخية
سابقا، كان القياصرة الروس يمارسون بعض التأثير على عمليات الكنيسة، ولكن حتى إصلاحات بيتر للكنيسة كانت خالية نسبيا في إدارة شؤونها الداخلية. وفقا لنموذج الإمبراطورية البيزنطية، اعتبر القيصر «المدافع عن العقيدة». في هذه القدرة لديه حق الفيتو على انتخاب المطران الجديد، وبناء على تكريس الأساقفة الجدد انه غالبا ما يكون واحدا لتقديم كروزير لهم. شارك القيصر أيضا في القرارات الكنسية الكبرى. في 1551، استدعى القيصر إيفان الرابع سينودس من الفصول المائة (Стоглавый Собор)، الذي أكد على حرمة ممتلكات الكنيسة والاختصاص الحصري للمحكمة الكنسية أكثر من رجال الدين، وقواعد الحياة الكنيسة كانت خاضعة للرقابة. السينودس الكبير في موسكو في 1666-1667 كان يرأسه القيصر.

## الإصلاحات
قام بيتر الأول، المعروف باسم «بطرس الأكبر» (حكم من 1682 حتى 1725)، ببدء حقبة جديدة في الحكومة التي حولت الكنيسة جذريا: بدلا من أن يحكمها البطريرك أو الأسقف الحضري، أصبحت الكنيسة تحت سيطرة لجنة تعرف باسم المجمع المقدس، الذي كان يتألف من الأساقفة وإرساء البيروقراطيين الذين يعينهم الإمبراطور.
قام القيصر بيتر بالعديد من الإصلاحات في بلاده التي كانت تهدف إلى خلق وتشكيل حكومة جديدة ونظام عسكري وبحري من شأنه أن يتيح تجارة روسية تنافسية، وعند الاقتضاء الدفاع عن مصالح روسيا الأوروبية بقوة السلاح. القسوة التي كان تنفذ بها الإصلاحات الحكومية ونظام جمع الضرائب، والحشد القسري لمدينته الجديدة العاصمة، سانت بطرسبورغ، لا يبشر بخير من أجل استقلال الكنيسة.

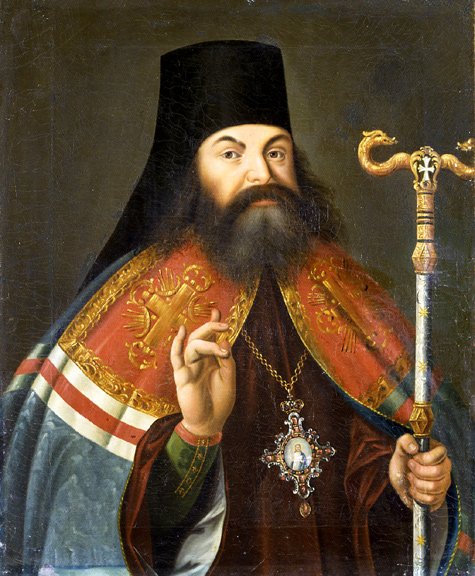
رئيس أساقفة تيوفان بروكوبوفيتش، بيتر حليف له في إصلاح الكنيسة الأرثوذكسية الروسية.

عندما مات البطريرك ادريان (في منصبه 1690-1700) في 1700، وحال بيتر دون انتخاب البطريرك الجديد، وبدلا من ذلك عين ستيفن فايورسكي كبابا، أو القائم بالأعمال البابوية. كان فايورسكي أستاذا شاب من أكاديمية كييف الأرثوذكسية من الأشخاص الذين تدربوا في أكاديمية اليسوعية في بولندا، والذين جادلوا لصالح البطريركية القوية واستقلال الكنيسة. تدريجيا، جاء بيتر بأستاذ آخر من أكاديمية كييف، تيوفان بروكوبوفيتش، في 1719 صاحب اللائحة الروحية التي تؤيد مفهوم الكنيسة الوطنية الروسية تحت سلطة القيصر بأنه «أسقف أعلى»، وجادل بأن الكنسيه في المجلس ستكون أكثر ملاءمة لتحكم من بطريرك كنيسة واحدة.
في 1721، أنشأ بيتر كلية الكنسية على حكم الكنيسة («الكلية»، أو كوليجيا، وهي كلمة مقتبسة من نظام الحكومة السويدية، وكان مصطلح بيتر يستخدم في بلده لوزارات الحكومة، كل واحد برئاسة لجنة بدلا من وزير واحد). سميت كلية الكنسية بإدارة السينودس المقدس، وكانت تدار من قبل مدير أو مدعي اوبر. حدث تغيير في تركيبة المجمع الكنسي مع مرور الوقت، ولكن أساسا أنه لا تزال لجنة من رجال الكنيسة التي يرأسها وضع معين من الإمبراطور.
البطريركية الروسية لم ترد حتى القيصر نيقولا الثاني الذي اعطى موافقته على هذه الدعوة على سوبور جميع الروس (المجلس) لغرض انتخاب البطريرك الجديد. خطط السوبور أدليت قبل ثورة فبراير وقام القيصر بالتنازل عن العرش لاحقا في 15 مارس من ذلك العام. ومع ذلك، اجتمعت الجمعية العامة على الرغم من بداية الثورة، يوم 21 يونيو عام 1917، وانتخب السوبور تيخون بطريرك موسكو.

## الشرعية
في إطار تنظيم الدولة الامبريالية، والكنيسة، أصبحت أقل معترف بها في موسكو. معظم الاساقفة والمطارنة المعينين بموجب بيتر كانوا من أوكرانيا. الأديرة في الأراضي المفقودة كانت أكثر تنظيما، مما أدى إلى الحد من الرهبان والراهبات في الأرقام من خمسة وعشرين الف في 1734 إلى أربعة عشر الفا في 1738.
الكنيسة، ولا سيما الأديرة، فقدت ثروتها تدريجيا خلال القرون السابع عشر والثامن عشر، ولكن تحت حكم الامبراطورة كاترين الثانية («كاترين العظمى») (حكم 1762-1796) وتم تاميمالأراضي الرهبانية، وحوالي مليون من الفلاحين سكن على أرض الدير بين عشية وضحاها وأصبحوا فلاحي الدولة. بدأ النظام التعليمي الجديد الكنسية في عهد بطرس الأكبر، وتوسع لدرجة أنه بحلول نهاية القرن كانت هناك مدرسة في كل أبرشية (رعية). ومع ذلك، فإن المناهج الدراسية لرجال الدين أكدت بشدة اللغة اللاتينية، والموضوعات، على مقربة من المناهج الدراسية في المعاهد اليسوعية في بولندا، والضوء على اللغة اليونانية والشرقية لآباء الكنيسة، وأقل على اللغات السلافية والروسية. كانت النتيجة أن أكثر راهب وكاهن كانوا متعلمين تعليما رسميا من قبل، ولكن تم تدريبهم استعدادا للفقراء وزارتهم إلى السكان الناطقين بالروسية الغارقين في تقاليد الشرقية الأرثوذكسية. رأت كاترين ان رواتب جميع صفوف رجال الدين دفعت ليس من خلال الكنيسة ولكن من جانب الدولة، وكانت النتيجة أن أصبح رجال الدين على نحو فعال من موظفي الدولة.